# Sugar Hill (New Hampshire)
Sugar Hill – miasto w Stanach Zjednoczonych, w stanie New Hampshire, w hrabstwie Grafton.